# La Sagrada
La Sagrada és un municipi de la província de Salamanca a la comunitat autònoma de Castella i Lleó. Limita al Nord amb Olleros (Carrascal del Obispo), a l'Est amb Sanchón de la Sagrada i Berrocal de Huebra, al Sud amb Tamames i a l'Oest amb Abusejo i San Muñoz.

## Demografia
| 1991 | 1996 | 2001 | 2004 |
| ---- | ---- | ---- | ---- |
| 233  | 207  | 178  | 165  |